# Dendromurinae
Dendromurinae là một phân họ gặm nhấm trong họ Nesomyidae và phân họ Muroidea. 

## Các loài
- Chi Dendromus
  - Dendromus insignis
  - Dendromus kahuziensis
  - Dendromus leucostomus
  - Dendromus lovati
  - Dendromus melanotis
  - Dendromus mesomelas
  - Dendromus messorius
  - Dendromus mystacalis
  - Dendromus nyasae (kivu)
  - Dendromus nyikae
  - Dendromus oreas
  - Dendromus ruppi
  - Dendromus vernayi
- Chi Megadendromus
  - Megadendromus nikolausi
- Chi Dendroprionomys
  - Dendroprionomys rousseloti
- Chi Prionomys
  - Prionomys batesi
- Chi Malacothrix
  - Malacothrix typica
- Chi Steatomys
  - Steatomys bocagei
  - Steatomys caurinus
  - Steatomys cuppedius
  - Steatomys jacksoni
  - Steatomys krebsii
  - Steatomys opimus
  - Steatomys parvus
  - Steatomys pratensis